# Ferrari GT4
A GT4 é um modelo 2+2 da Ferrari equipado com motor V8.